# Clormetină
Clormetina (denumită și mecloretamină) este un medicament chimioterapic din clasa agenților alchilanți, fiind un derivat de azot-iperită (muștar de azot). Este utilizat intravenos în tratamentul limfoamelor Hodgkin și topic în tratamentul limfomului cutanat cu celule T (de tip micozis fungoid).